# Свіжі кості (Цілком таємно)
Свіжі кості (англ. Fresh Bones) — п'ятнадцята частина другого сезону серіалу «Цілком таємно» («Секретні матеріали»).

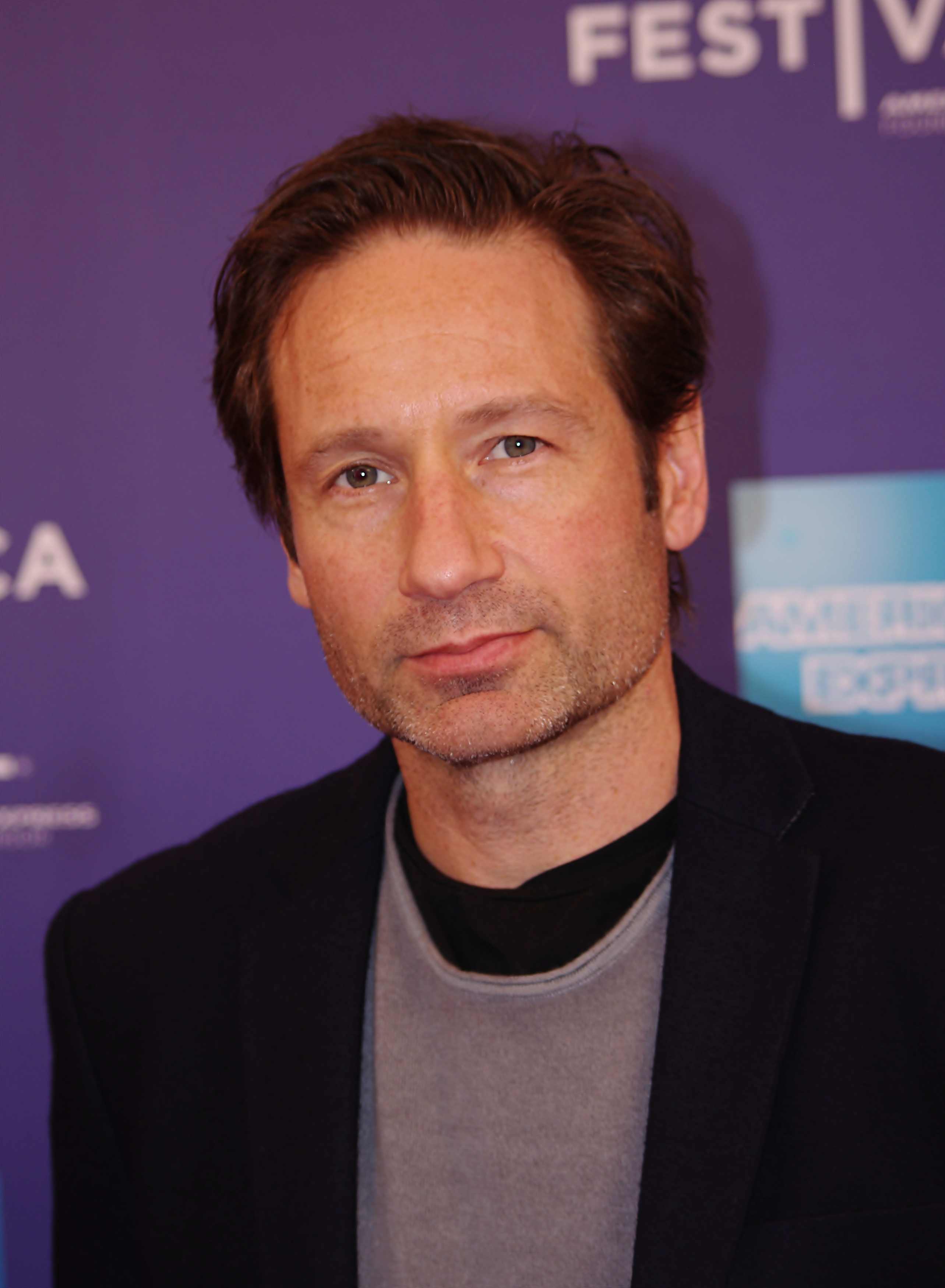

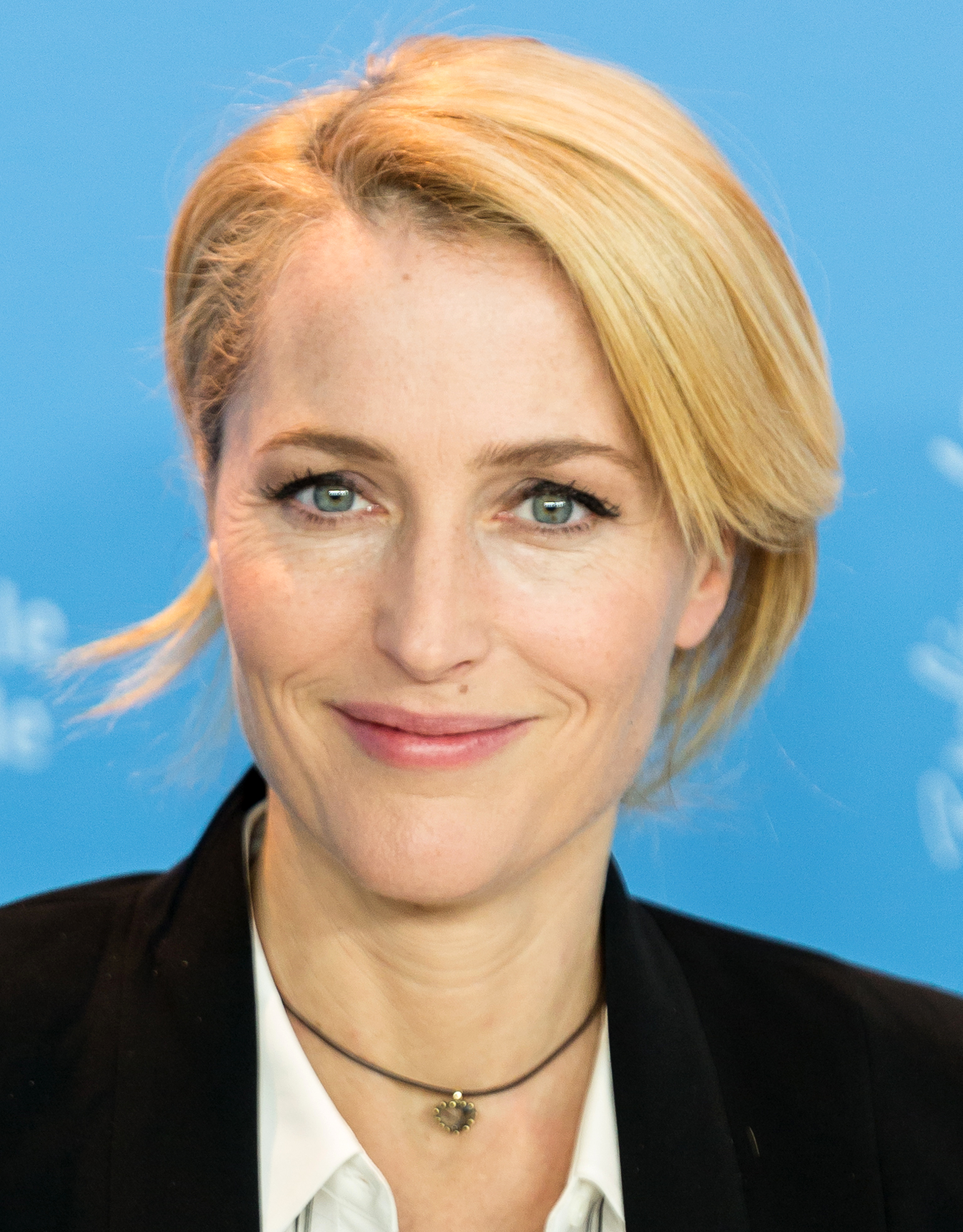

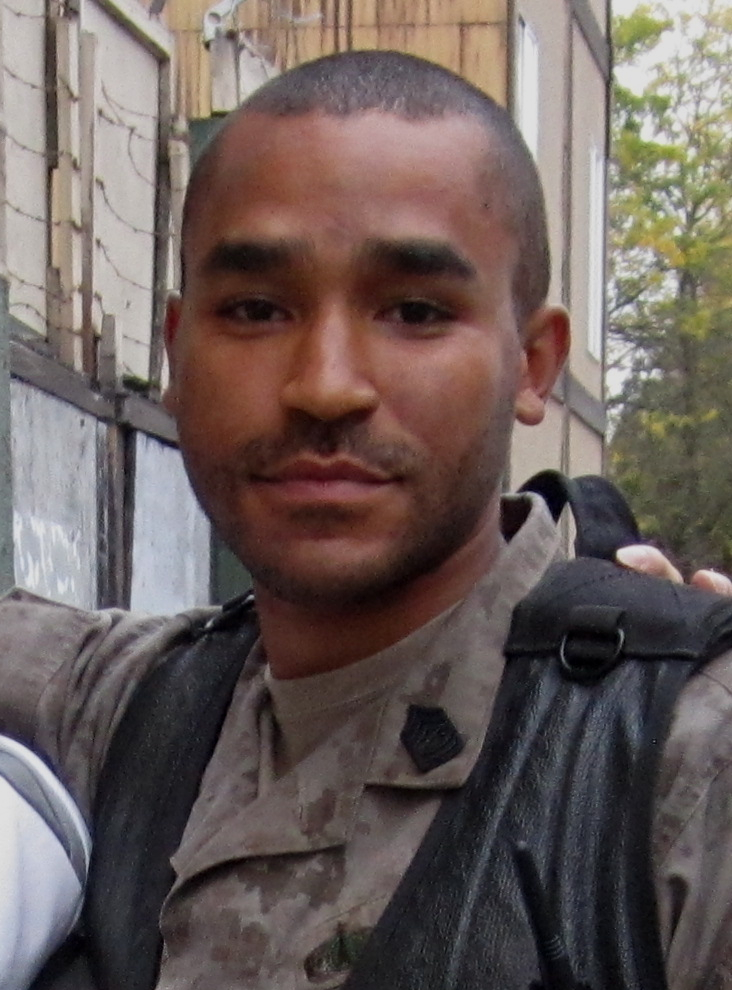

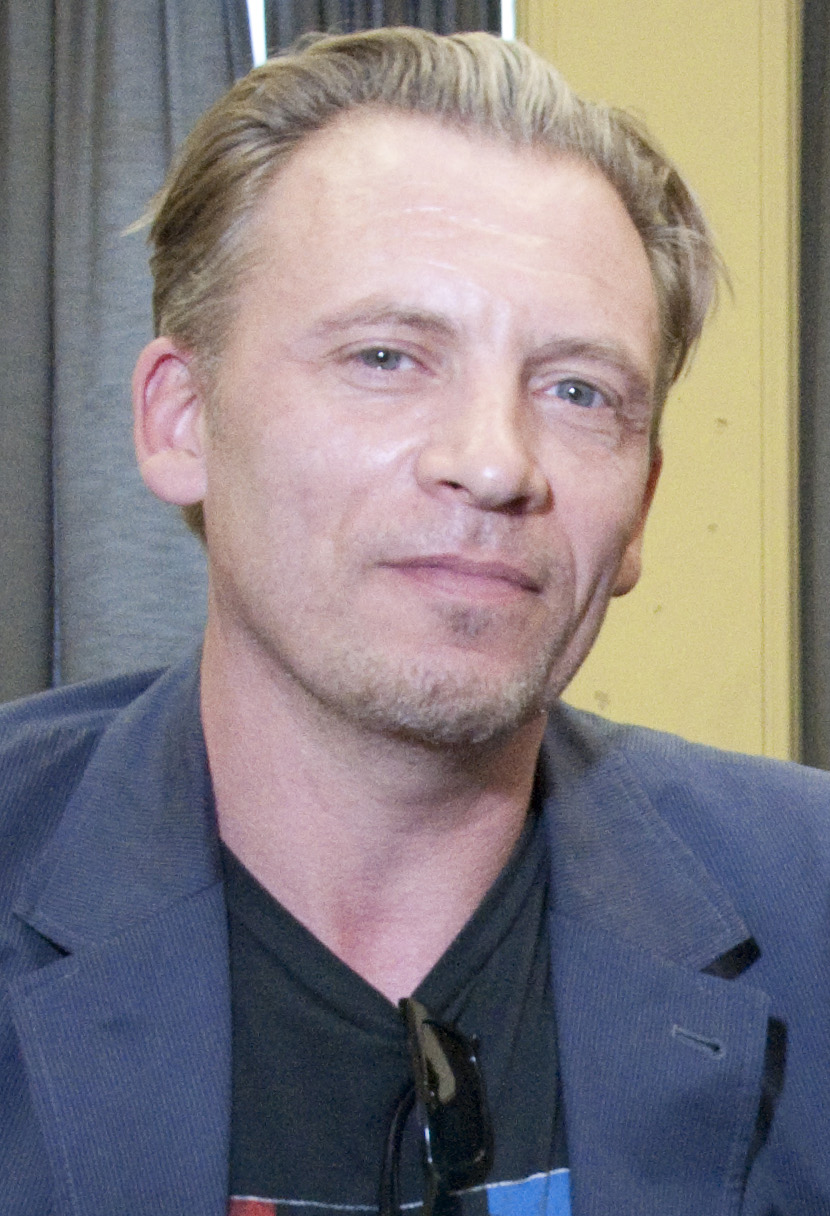

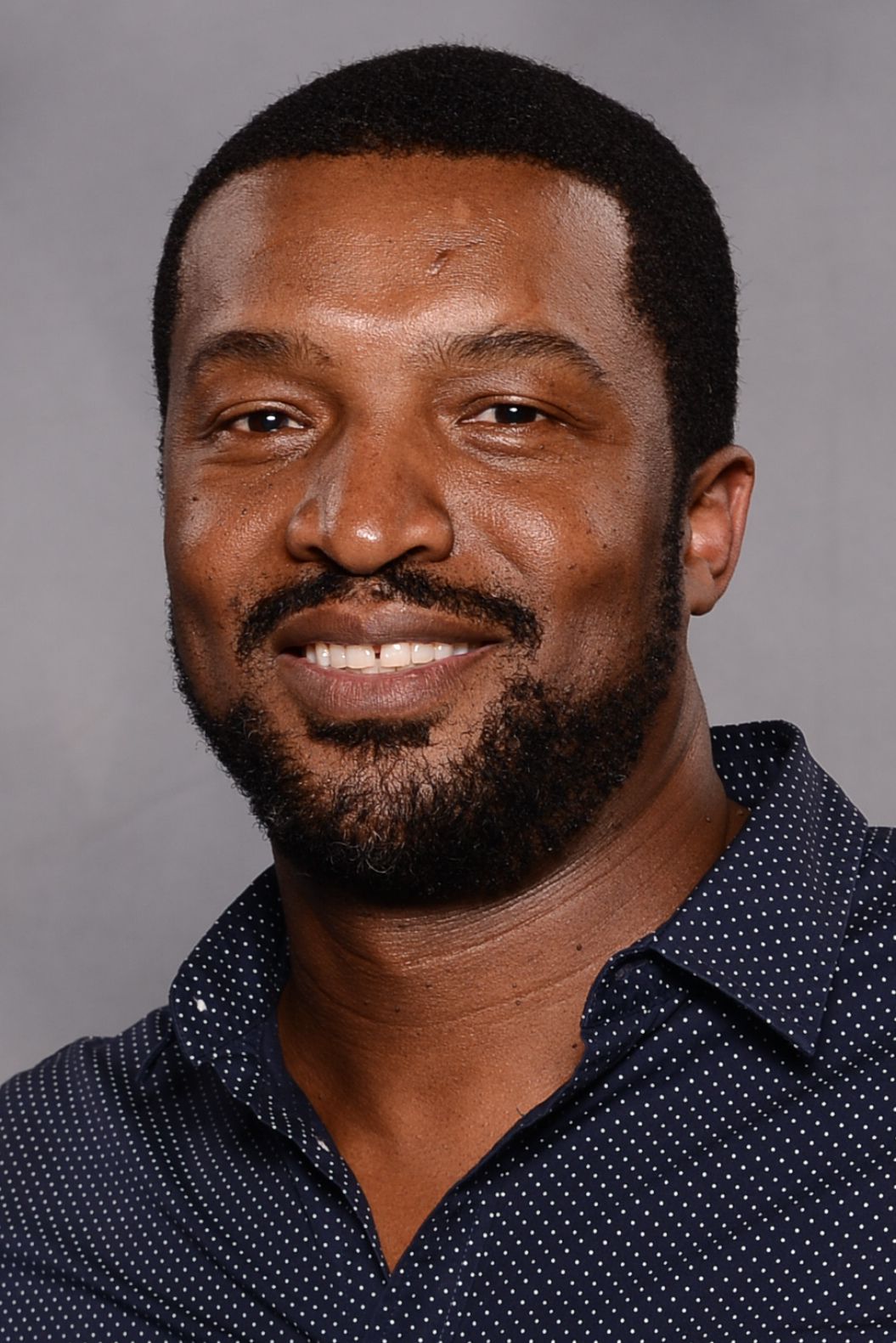

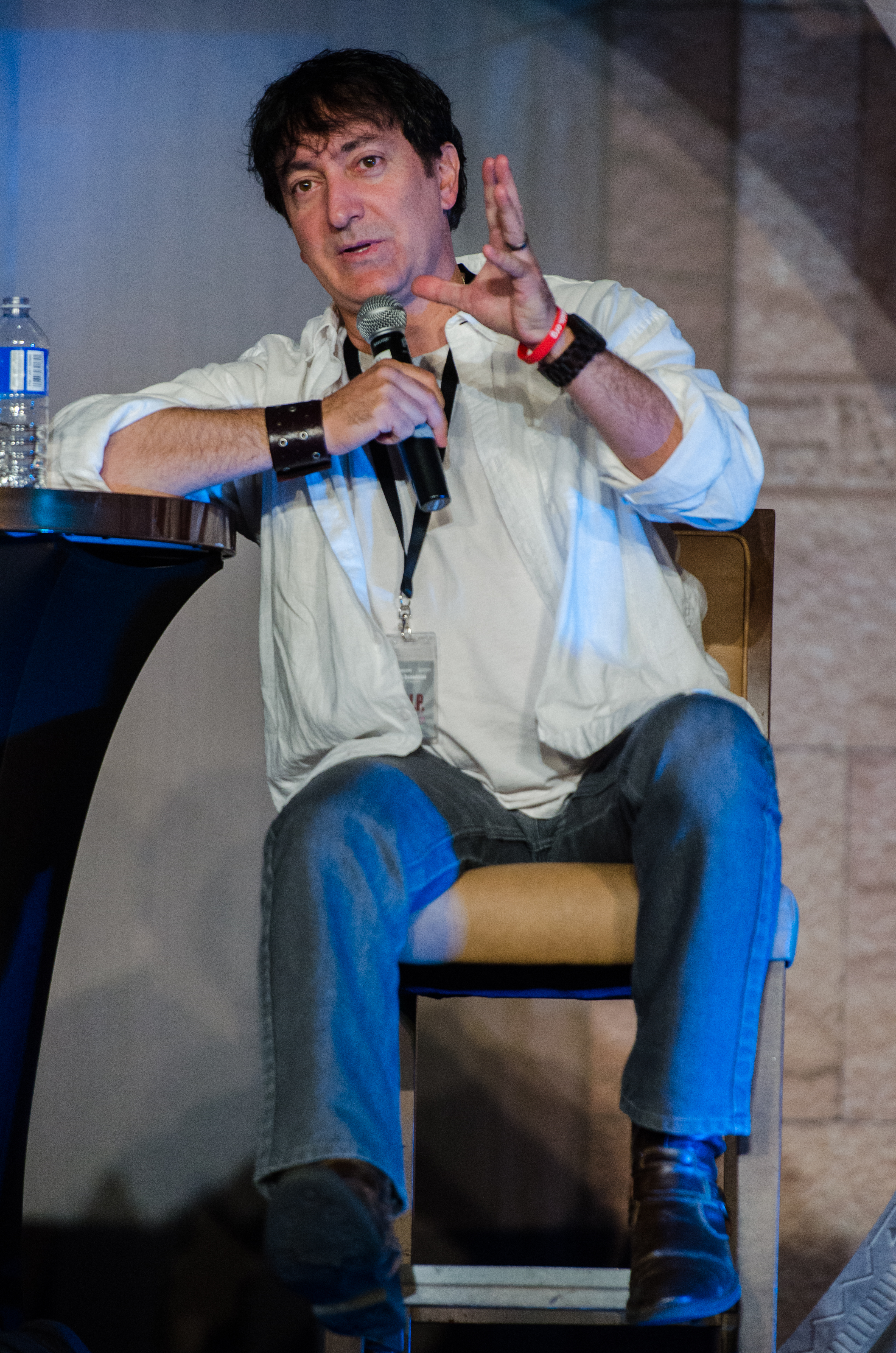

## Зміст
У Північній Кароліні в Фолкстоні виведений з себе дивними галюцинаціями рядовий морської піхоти США Джек Макалпін під час сніданку кричить до дружини в присутності дитини. У пластівцях йому ввижаються хробаки; Макалпіна вивертає. В дорозі він бачить у дзеркалі заднього огляду себе об'їденого хробаками; він врізається на машині в дерево із швидкістю 60 миль/годину, на стовбурі якого намальований «Веве» — релігійний символ вуду.
Трохи згодом в Північну Кароліну для розслідування загибелі рядового вирушають Малдер і Скаллі. Макалпін став вже другим самогубцем у військовій частині, що стоїть в Фулкстонському Центрі перевірки мігрнтів, який приймає біженців з Гаїті. Місіс Макалпін не вірить у самогубство чоловіка та звернулася у ФБР — військові відмовились від додаткового розслідування загибелі Макалпіна. Дружина Макалпіна оповідає що з переводом в табір він дуже змінився. Син покійного викопав в пісочниці велику морську мушлю із символами. Агенти рушають в табір, де зустрічають хлопчика Честера Бонапарта, який продає Малдеру амулет на удачу. Після зустрічі з комендантом табору полковником Вортоном Малдер зустрічається із П'єром Бове́ — ватажком недавнього заколоту, поміщеним під варту, і товаришем рядового Макалпіна — Гарі Данемом.
Скаллі намагається оглянути тіло Макалпіна, але на його місці в морзі виявляє труп собаки (ув'язнений про це знає). На зворотному шляху агенти зустрічають живого Макалпіна, він бреде по шосе та зовсім не пам'ятає, що сталося. У його крові виявляють тетродотоксин — отруту природного походження (міститься в печінці риби-собаки), яка, на думку Малдера, є частиною гаїтянських ритуалів зомбування. Агенти вирушають на кладовище, щоб дослідити тіло іншого померлого солдата — рядового Гутьєрреса, але знаходять його могилу розграбованою. Там же вони зустрічають Честера, що копається в інший могилі і привозять його в місцевий ресторанчик, де хлопчик розповідає, що він збирає і продає жаб Бове (для чаклунства). Зовні Малдер і Скаллі виявляють стеження — стежить за ними Данем, який розповідає, що Вортон бив біженців, після чого Бове став погрожувати, що буде забирати душі його людей, якщо не дадуть повернутися на батьківщину. При цьому Данем дуже боїться Честера, який тим часом утікає. Малдер кидається за хлопчиком в погоню і майже наздоганяє його на причалі, але той раптово зникає, агенту вдається виявити лише чорну кішку.
Вортон каже, що всі звинувачення є голослівними, але, коли агенти йдуть, шинка на його тарілці зі сніданком починає кровоточити. Скаллі ріже руку об гілку з колючками, яку хтось обмотав навколо керма в їх машині. Коли вона від'їжджає, на місці, де був припаркований автомобіль, видно знак вуду; Вортон наказує побити Бове до смерті. При входженні до своєї кімнати в готелі Малдер отимує грипс. У Малдера відбувається таємна зустріч з містером Ікс, який розповідає агенту, що Скаллі відкличуть назад в Вашингтон по якомусь важливому завданню, а в'їзд до Фолкстона буде закритий для всіх, окрім військових. Малдер вважає, що Вортон мстить гаїтянцям через самогубства, вчинені його підлеглими під час попередньої місії на острів. Скаллі знаходить Данема з перерізаними венами у ванні в готельному номері Малдера, а Малдер хапає Макалпіна, який перебував неподалік з закривавленим ножем. Хоча у підозрюваного немає ніяких спогадів про події, під впливом Вортона він зізнається у вбивстві. Полковник говорить агентам, що Бове наклав на себе руки, а їх розслідування закінчено. Вдова рядового Макалпіна дає агентам пакет, який їй напередодні передав рядовий Данем. У пакеті агенти знаходять фотографію Вортона і Бове на Гаїті. У кабінеті полковника агенти виявляють докази їх співдії.
Агенти вирушають на цвинтар, де Вортон здійснює обряд вуду над труною Бове. Коли Малдер намагається його заарештувати, Вортон завдає поранення на відстані за допомогою магії. У Скаллі що залишилася в машині з невеликого порізу на руці з'являється людина, яка починає душити її. Скаллі зриває з дзеркала заднього огляду амулет, куплений Малдером у Честера, і ця ілюзія зникає.
Вортон хоче добити Малдера, але з труни встає Бове і зупиняє полковника, дмухнувши на нього білим пилом. Вортон з криком падає на землю. Скаллі, прибігши, допомагає піднятися Малдеру, після чого агенти знаходять мертві тіла Вортона — на землі і Бове — в труні.
Наступного дня, під час завантаження імігрантів на вантажівки для депортації агенти прощаються з Макалпіном, який повідомляє їм, що Честер Бонапарт загинув в результаті заколоту 6 тижнів тому. На кладовищі могильник грейдером закопує могилу Вортона, який в цей час, нестямно волаючи, марно стукає зсередини по кришці труни

| Актор              | Роль                |
| ------------------ | ------------------- |
| Девід Духовни      | Курець              |
| Джилліан Андерсон  | Дейна Скаллі        |
| Даніель Бензалі    | полковник Вортон    |
| Метт Хілл          | рядовий Гаррі Данем |
| Джаміль Вокер Сміт | Честер Бонапарт     |
| Брюс Арнольд Янг   | П'єр Бове           |
| Стівен Вільямс     | містер Ікс          |
| Каллум Кіт Ренні   | могильник           |
| Роджер Крос        | рядовий Кіттель     |
| Пітер Келаміс      | лейтенант Фоїл      |
| Кевін Конвей       | рядовий Макалпін    |